# Benzhuismus
Der Benzhuismus (Chinesisch: 本主崇拜, Benzhuchongbai) ist die Volksreligion der Minderheit Bai in der Volksrepublik China. Die Religion ist polytheistisch und wird stark von der Han-Religion beeinflusst, die aus dem Daoismus stammt. Die Religion umfasst die Verehrung vieler Götter, die sowohl im Himmel als auch in der Natur sein können. Auch die Ahnenverehrung ist wie in vielen anderen religiösen Traditionen Chinas wichtig. Diese übernatürlichen Kräfte werden von den Bai benzhu genannt. Andere Bezeichnungen im Bai sind wuzeng (武增) und lokale Bezeichnungen, die je nach Region variieren können: "wuzengni" (武增尼), "zengni" (增尼) und "dongbo" (东波). Männliche übernatürliche Kräfte werden laogu (老谷) und weibliche laotai (老太) genannt. Obwohl es sich um eine polytheistische Religion handelt, gibt es Bai-Dörfer, die nur einen benzhu verehren.
Das Pantheon der Bai umfasst auch Götter, Heilige und Buddhas aus dem Daoismus und Buddhismus, was auf die kulturelle Vermischung mit den Nachbarvölkern im Lebensraum der Bai zurückzuführen ist. Zu den wichtigsten benzhu-Kategorien gehören: natürliche benzhu, heroische benzhu, benzhu, die aus vergöttlichten Menschen bestehen, benzhu edler Herkunft, benzhu nicht-baiischer Herkunft und benzhu der Ahnen.
Die Religion wird hauptsächlich in der autonomen Präfektur Dali praktiziert, wo viele Bai leben. Der Tempel ist ein Ort, an dem sich Gläubige versammeln, um die Religion durch Opfergaben und das Lesen heiliger Schriften auszuüben.
Die Dörfer, in denen die Bai leben, veranstalten in regelmäßigen Abständen Prozessionen, an denen fast die gesamte Dorfbevölkerung teilnimmt. Götterbilder werden auf Sänften oder auf dem Rücken durch das Dorf und die Felder getragen. Altargegenstände wie Kerzenständer und Weihrauchgefäße sowie Opfergaben wie Blumen und Reis werden ebenfalls bei der Prozession mitgeführt.

## Fünf Grundsätze

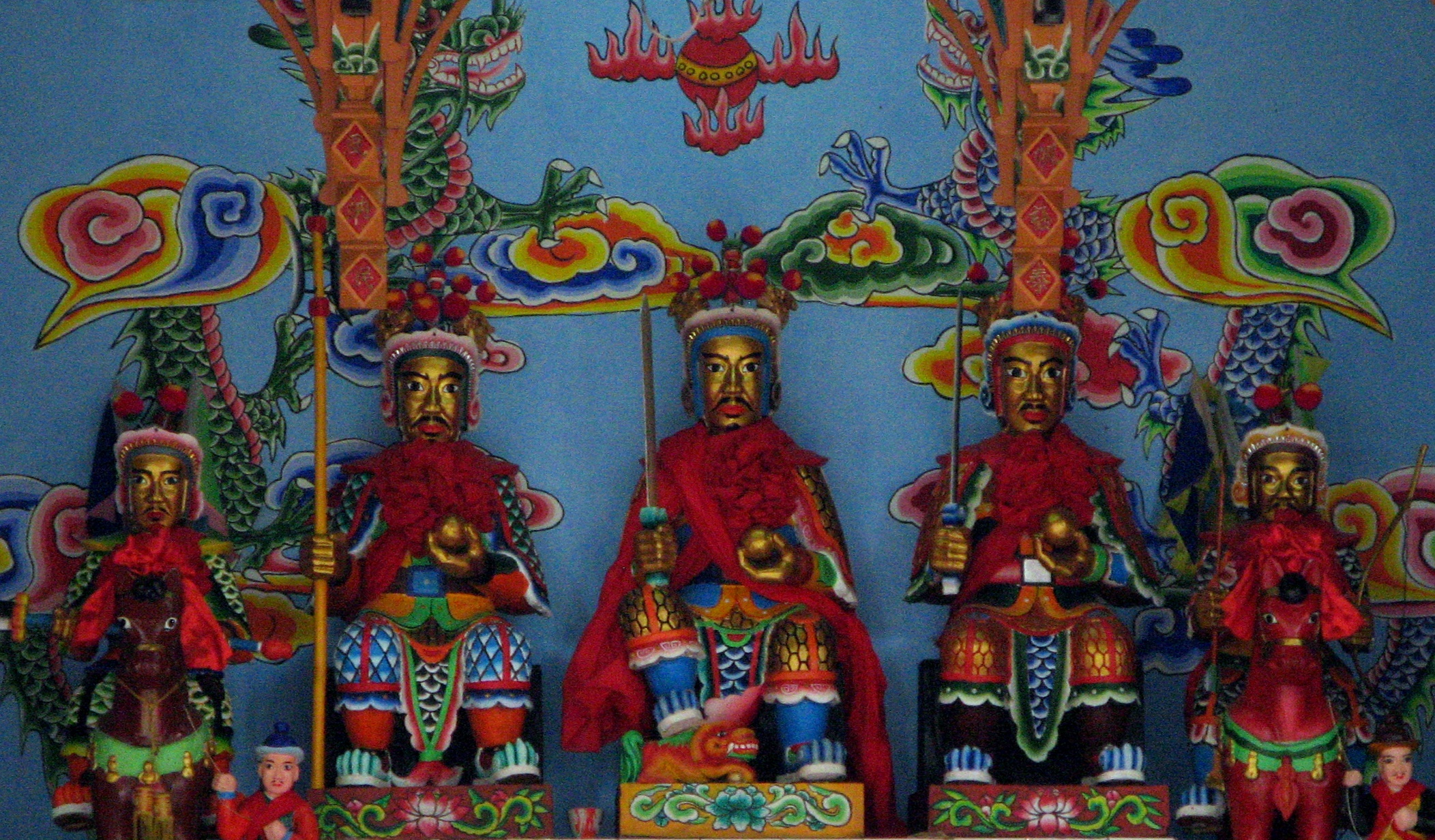
Die Fu Lu Shou (Drei-Sterne-Götter) in einem Benzhu-Tempel auf der Insel Jinsuo in Dali

Die Religion hat fünf Grundsätze, denen die Gläubigen folgen sollten:
1. Jeder Bai sollte sich zu dieser Religion bekennen.
2. Jedes Benzhu hat seinen eigenen Tempel oder Altar.
3. Jeder Tempel wird von einer Person oder Organisation verwaltet. Sie leiten die Gläubigen bei öffentlichen Opfern an.
4. Zusätzlich zu den täglichen Opfern, die in den Tempeln stattfinden, werden zweimal im Jahr Miaohui veranstaltet. Die erste findet während des Chinesischen Neujahrs statt, die andere am Geburtstag oder Todestag eines Benzhu.
5. Die Opferung erfolgt nach den Regeln der heiligen Schriften von Benzhu (本主经). Die Riten sind dabei von großer Bedeutung. Darüber hinaus sind Regeln und Moral wichtig. Zu den Opfern gehören Gebete für das Wohlergehen des Landes, Pietät gegenüber Eltern und älteren Verwandten, Respekt vor älteren Menschen und kleinen Kindern, Kraft für harte Arbeit und Befreiung von allem Bösen.